# Сироїжка бугорчато-лазурова
Сироїжка бугорчато-лазурова (Russula caerulea) — вид базидіомікотових грибів роду сироїжка (Russula) родини сироїжкові (Russulaceae).

## Поширення
Вид широко поширений в хвойних лісах Євразії і Північної Америки. Утворює мікоризу з сосною. В Україні зустрічається в Лівобережному злаково-лучному степу та Лівобережному Лісостепу.